# 木村忠寛
木村 忠寛（きむら ただひろ、1952年12月24日 - ）は、フジテレビの元プロデューサー、演出ディレクター。
プロデューサー退任後は同社映像企画部長、ライツ開発局企画部長。退職後はフリーディレクター。
妻は歌手の城之内早苗。

## 略歴
獨協大学経済学部卒業後、1975年フジテレビ入社。石田弘率いる石田班に所属。
『とびだせものまね大作戦』や『夕やけニャンニャン』（金曜日担当）のディレクター等を経て、1987年に井上信悟の後任として『ものまね王座決定戦』のプロデューサーに就任。制作部に木村班を組み『ものまね王座決定戦』などを担当『ものまね四天王ブーム』を巻き起こす。『ものまね王座決定戦』の審査員に、出場者に酷評をする針すなおや淡谷のり子らを起用したり、他にもバラエティーに飛んだ様々なジャンルから審査員を選出起用した。また、トーナメントで同点になった際のじゃんけん対決の発案も提案した。完璧主義者かつ荒っぽい言動で知られ、部下のスタッフや若手出演者には恐れられていた。『ものまね王座決定戦』全盛期に若手であった松村邦洋は、収録中や収録後に説教されることがほぼ恒例だったと、後に語っている。しかし、女性出演者には甘かったという。第14回では、同点ジャンケンなどの運も味方していたが、頭数合わせ程度の存在でしかないC.C.ガールズを優勝させてしまっている。
のちに出場者のコロッケらと対立し、コロッケやその他のタレントの離脱を起こしてしまう。以降、『ものまね王座決定戦』の視聴率は下降線を辿り、ライバル番組の『ものまねバトル』に視聴率で抜かれ、第31回を最後にプロデューサーは水口昌彦に交代。第32回を最後に打ち切りとなった。
『ものまね王座決定戦』の他、『新春かくし芸大会』や『おそく起きた朝は…』等を手がけた。
放送作家とは秋元康・沢口義明・大村たかゆき・だいもん孝之等とタッグを組んだ。
人事にて制作局を離れ映像企画事業部に異動。『夕やけニャンニャン』などのDVD制作をも担当した。
2004年12月、元おニャン子クラブの城之内早苗と年齢差16歳の結婚をした。
2011年、フジテレビが運営協力しているハウステンボスでプロデューサーを務めた。
フジテレビを定年退職後は、下記のFM横浜の番組に関わっている。
2019年に制作会社である株式会社クリエーションの取締役に就任し制作現場でプロデューサー・ディレクターとして活躍している。

## 主な番組
- オールスターものまね王座決定戦（演出・プロデューサー・ディレクター）
  - オールスター爆笑ものまね紅白歌合戦!!スペシャル（総合演出・プロデューサー）
  - ものまねくらぶ（演出・プロデューサー）
  - ものまね珍坊（演出・プロデューサー）
- 世界の超豪華・珍品料理（演出・プロデューサー・ディレクター）
- オールナイトフジ（演出ディレクター）
- 夕やけニャンニャン（金曜日担当ディレクター）
- 桃色学園都市宣言!!（演出ディレクター）
- FNS歌謡祭（中継ディレクター）
- フジテレビ紅白歌合戦（1991年）（演出・プロデューサー・ディレクター）
- 新春かくし芸大会（企画出し物コーナー演出ディレクター）
- パラダイスぽんち（演出・プロデューサー）
- 激突 なりきりスター天下とったる歌合戦!（1997年）（チーフプロデューサー）
- 芸能界麻雀最強位決定戦 THEわれめDEポン（2015年、企画統括）
- ハートフルラジオ 虫の知らせ（2020年7月 - 、FMヨコハマ） - 演出・プロデューサー[4]
- ハートフルTV 虫の知らせ（2024年4月 - 、BSフジ） - 制作プロデューサー[5]
- 言ったもん勝ち!だもん（2024年5月 - 、FMヨコハマ） - 演出・プロデューサー

## 映像企画部時代に携わった作品
- 2002/03/17 おニャン子・ザ・ムービー 危機イッパツ! 5.1chサラウンド対応
- 2002/04/17 おニャン子クラブ おニャン子クラブ最終盤〜The final episode〜 5枚組

（特典DISC：「蔵出し夕やけニャンニャン」）
- 2002/07/26 山崎真由美 永久保存版!20世紀グラビアアイドルSEXYギャル大全 アイドル黄金伝説 山崎真由美
- 2002/12/04 おニャン子クラブ 未公開映像 ザ・バックステージ 4枚組(特典DISC付)
- 2003/04/23 新田恵利 新田恵利ファーストソロコンサート E-AREA 映像特典：夕ニャンON AIR映像
- 2003/07/16 工藤静香 femaleI&II
- 2003/07/16 工藤静香 femaleIII&IV
- 2003/08/20 工藤静香 femaleV&VI
- 2003/10/16 おニャン子クラブ おニャン子PANIC 卒業記念コンサート 映像特典：夕ニャン・第2回卒業式
- 2003/10/16 新田恵利 新田恵利秘蔵引退ラストコンサート 映像特典有
- 2004/ 「おそ朝&おそ昼」番組10周年・そしてこれから　-　ものまね王座つながりで深いパイプがある同番組司会の一人、松居直美がいるため担当。
- 2004/06/16 おニャン子クラブ 夕やけニャンニャン おニャン子白書（1985年4月〜6月） 3枚組
- 2004/07/22 河合その子 その子元気です。 河合その子ファーストコンサート ビジュアルカプセルシリーズ
- 2004/07/22 国生さゆり DASH! KOKUSHO ビジュアルカプセルシリーズ
- 2004/07/22 渡辺美奈代 ZENBU MINAYO ビジュアルカプセルシリーズ
- 2004/07/22 渡辺満里奈 1988春・満里奈 ビジュアルカプセルシリーズ
- 2004/09/23 河合その子 その子の夏 ビジュアルカプセルシリーズ
- 2004/09/23 国生さゆり Hello! America ビジュアルカプセルシリーズ
- 2004/09/23 渡辺美奈代 ピチカート・プリンセス ビジュアルカプセルシリーズ
- 2004/09/23 渡辺満里奈 新しい気持ち〜My only true love story ビジュアルカプセルシリーズ

〔映像特典：大好きなシャツ（1990旅行作戦）〕
- 2004/10/20 おニャン子クラブ 夕やけニャンニャン おニャン子白書（1985年7月〜8月）3枚組
- 2005/04/27 おニャン子クラブ 夕やけニャンニャン おニャン子白書（1985年9月〜11月）3枚組
- 2005/10/19 おニャン子クラブ おニャン子クラブ in 月曜ドラマランド BOX1 4枚組

（特典DISC：秋元康・おニャン子メンバー座談会）
- 2005/11/16 おニャン子クラブ おニャン子クラブ in 月曜ドラマランド BOX2 4枚組

（特典DISC：秋元康・おニャン子メンバー座談会2）
- 2005/12/07 おニャン子クラブ 夕やけニャンニャン おニャン子白書 棚卸し'85総決算
- 2006/08/30 城之内早苗 城之内早苗20周年記念DVD「愛をありがとう」